# Claude-Jacques Herbert

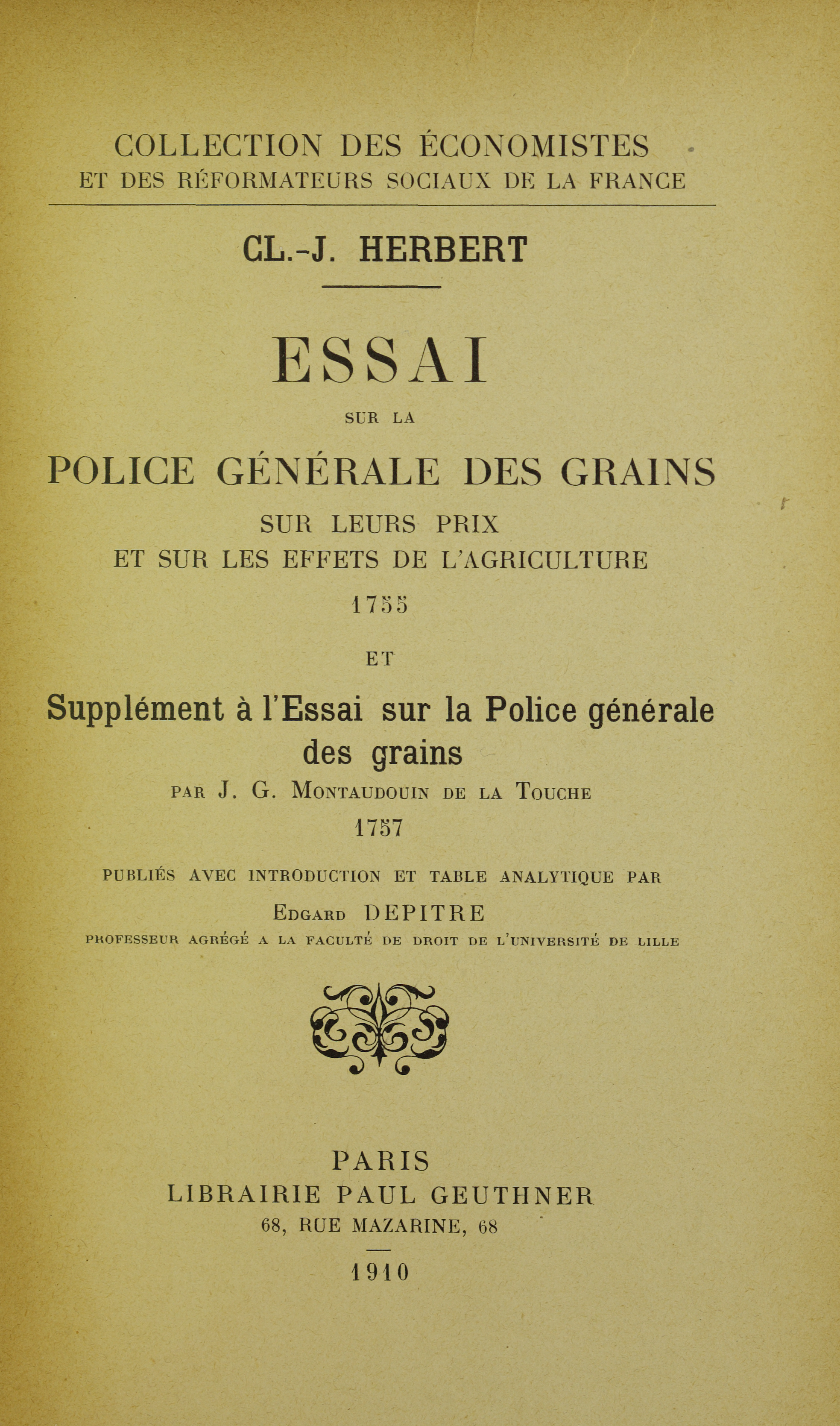
Essai sur la police générale des grains, edición de 1910

Claude-Jacques Herbert (París, 1700-París, 20 de febrero de 1758) fue un economista francés.

## Obras
- Essai sur la police générale des grains, sur leurs prix et sur les effets de l'agriculture. Collection des économistes et des réformateurs sociaux de la France (en francés). Paris: Paul Geuthner. 1910 [1755].
- Discours sur les vignes (en francés). Dijon & Paris: Pissot. 1756.